# Нобелова фондација
Нобелова фондација (швед. Nobelstiftelsen) је приватна институција основана 29. јуна 1900. године са задатком да управља финансијама и администрацијом Нобелових награда. Фондација је заснована на последњој вољи Алфреда Нобела, проналазача динамита.
Нобелова фондација такође одржава Нобелове симпозијуме о важним открићима у науци и темама од општег културног или друштвеног значаја.

## Историја
Алфред Нобел био је власник фабрике Бофорс, великог произвођача наоружања, коју је трансформисао од првобитне фабрике за прераду гвожђа и челика. Током свог живота стекао је значајно лично богатство, највише захваљујући овом изуму.
У свом тестаменту Нобел је, на изненађење многих, изразио захтев да се његов новац употреби за награђивање постигнућа у области физике, хемије, физиологије или медицине, књижевности и доприноса миру. Нобел је  током свог живота написао неколико тестамента, последњи је написан нешто више од годину дана пре његове смрти, а потписан је у Шведско-норвешком клубу у Паризу 27. новембра 1895. Овим тестаментом завештао је 94% своје укупне имовине, што је износило 31 милион шведских круна, за оснивање фонда из кога ће се додељивати ових пет Нобелових награда. (Године 2008. године тај износ одговарао би износу од 186 милиона америчких долара)
| „              | Текст Нобеловог тестамента (превод на енглески језик) The whole of my remaining realizable estate shall be dealt with in the following way: The capital shall be invested by my executors in safe securities and shall constitute a fund, the interest on which shall be annually distributed in the form of prizes to those who, during the preceding year, shall have conferred the greatest benefit on mankind. The said interest shall be divided into five equal parts, which shall be apportioned as follows: one part to the person who shall have made the most important discovery or invention within the field of physics; one part to the person who shall have made the most important chemical discovery or improvement; one part to the person who shall have made the most important discovery within the domain of physiology or medicine; one part to the person who shall have produced in the field of literature the most outstanding work of an idealistic tendency; and one part to the person who shall have done the most or the best work for fraternity among nations, for the abolition or reduction of standing armies and for the holding and promotion of peace congresses. The prizes for physics and chemistry shall be awarded by the Swedish Academy of Sciences; that for physiological or medical works by Karolinska Institutet in Stockholm; that for literature by the Academy in Stockholm; and that for champions of peace by a committee of five persons to be elected by the Norwegian Storting. It is my expressed wish that in awarding the prizes no consideration whatever shall be given to the nationality of the candidates, so that the most worthy shall receive the prize, whether he be Scandinavian or not. | ” |
| — Alfred Nobel | |   |

Извршиоци његовог тестамента Рагнар Солман (Ragnar Sohlman) и Рудолф Лиљеквист (Rudolf Lilljequist) основали су Нобелову фондацију чији је задатак био да се брине о Нобеловом богатству и организује доделу награда. Иако су награде установљене Нобеловом вољом, његов план је био непотпун и због разних препрека прошло је пет година пре него што је Нобелова фондација могла да се успостави и прве награде буду додељене, што се десило 10. децембра 1901. године. Међу првим добитницима Нобелове награде био је Вилхелм Конрад Рендген. Имовина коју је Нобелова фондација контролисала на дан 31. децембра 2020. износила је 5.176 милијарди шведских круна. (око 631,61 милион УСД)

### Нобелова фондација
Нобелова фондација је основана 29. јуна 1900. године као приватна организација са јединим задатком да управљ финансијама и администрацијом Нобелових награда. Заснована је на Нобеловој последњој вољи и тестаменту. У то време Нобелов тестамент је изазвао много скептицизма и критика, па је Стортинг, врховна законодавна институција у Норвешкој, одобрио његову вољу тек 26. априла 1897. године. Убрзо после тога именовани су чланови Норвешког Нобеловог комитета који је требало да додели награду за мир, а затим и друге организације задужене за доделу награда: Институт Каролинска 7. јуна, Шведска академија 9. јуна и Шведска краљевска академија наука 11. јуна. Краљ Оскар II је 1900. године прогласио новопрокламовани статут Нобелове фондације.
Године 1905. раскинута је Унија Шведске и Норвешке, што је значило да је одговорност за доделу Нобелових награда подељена између две земље. Норвешки Нобелов комитет задужен је за доделу Нобелове награде за мир, док су за доделу осталих награда задужене шведске институције.
У складу са Нобеловом вољом, примарни задатак Нобелове фондације је да управља богатством које је Нобел оставио, али није укључена у процес избора добитника. Нобелова фондација улаже новац за одржавање фонда за награде и обавља административне послове. Од 1946. године Фондација је у Шведској ослобођена свих пореза, а од 1953. и пореза на инвестиције у Сједињеним Америчким Државама. Почетком 80-их новчана награда износила је 1 милион шведских круна. До 2008. порасла је на 10 милиона, а 2023. повећана је на 11 милиона.

## Нобелови симпозијуми
Године 1965. фондација је покренула програм Нобелови симпозијуми, који одржава симпозијуме посвећене областима науке у којима се широм света дешавају открића, или се баве другим темама од општег примарног културног или друштвеног значаја“. 

## Друге Нобелове награде које су најавили чланови породице Нобел
Године 2007. Нобелов добротворни фонд, који су основали Мајкл Нобел, Густаф Нобел, Питер Нобел и Филип Нобел, објавио је своје планове за оснивање нове Награде Мајкла Нобела за енергију, која ће се додељивати за иновације у технологији алтернативне енергије. То ће бити прва нова Нобелова награда коју је установила породица Нобел откако је Алфред Нобел установио своје награде. Међутим, додељиваће га Нобелова добротворна фондација, а не Нобелова фондација, иако је оснивач обе организације породица Нобел.